# Catfight
Catfight è un termine inglese utilizzato per indicare la lotta fra donne, spesso caratterizzata da graffi, schiaffi, tirata di capelli e indumenti strappati. 

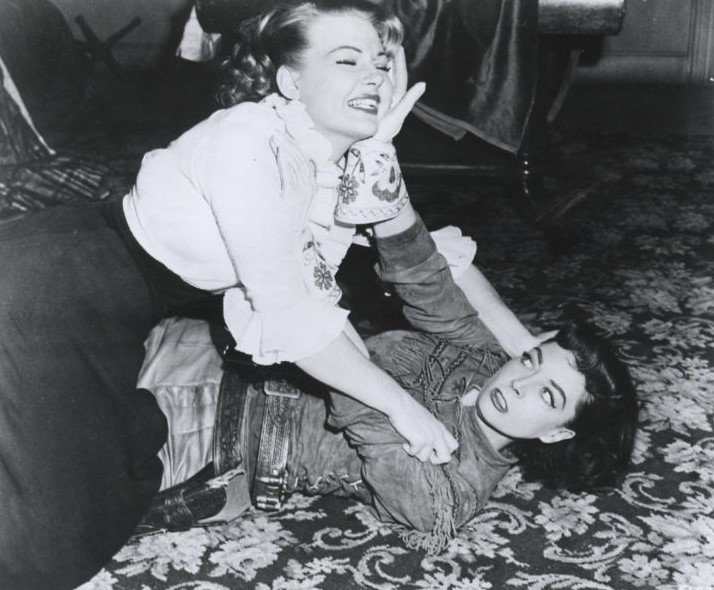
Esempio di catgight. Fotogramma della serie televisiva del 1954 "Stories of the Century"

In origine, il termine si è diffuso nei mass media e nella cultura di massa degli Stati Uniti d'America durante gli anni 1940, assumendo, di solito, un significato dispregiativo. Il sostantivo cat (comunemente tradotto in italiano con "gatto"), che concorre a formare la parola, si riferisce a una donna spregevole oppure di facili costumi. Spesso il catfight ricalca lo stereotipo della contrapposizione tra bionde e brune.

## Cultura di massa
I primi video che riportano scene di catfight sono apparsi negli Stati Uniti d'America durante gli anni 1950 ad opera del regista Irving Klaw. Klaw usò molte modelle e attrici, fra cui Bettie Page, per le sue scene di lotta fra donne. La popolarità del catfight aumentò durante gli anni del secondo dopoguerra, fino a divenire parte della cultura di massa. Negli anni 1960 i catfight divennero popolari all'interno di B-movie come il film Faster, Pussycat! Kill! Kill! diretto da Russ Meyer nel 1965. Durante gli anni 1970 e 1980 i catfight cominciarono ad apparire nei film della serie women in prison, nel roller derby e in soap opera come Dallas e Dynasty. Celebri sono diventate le scene di lotta tra le protagoniste Krystle Carrington (Linda Evans) e Alexis Colby (Joan Collins) in Dynasty.

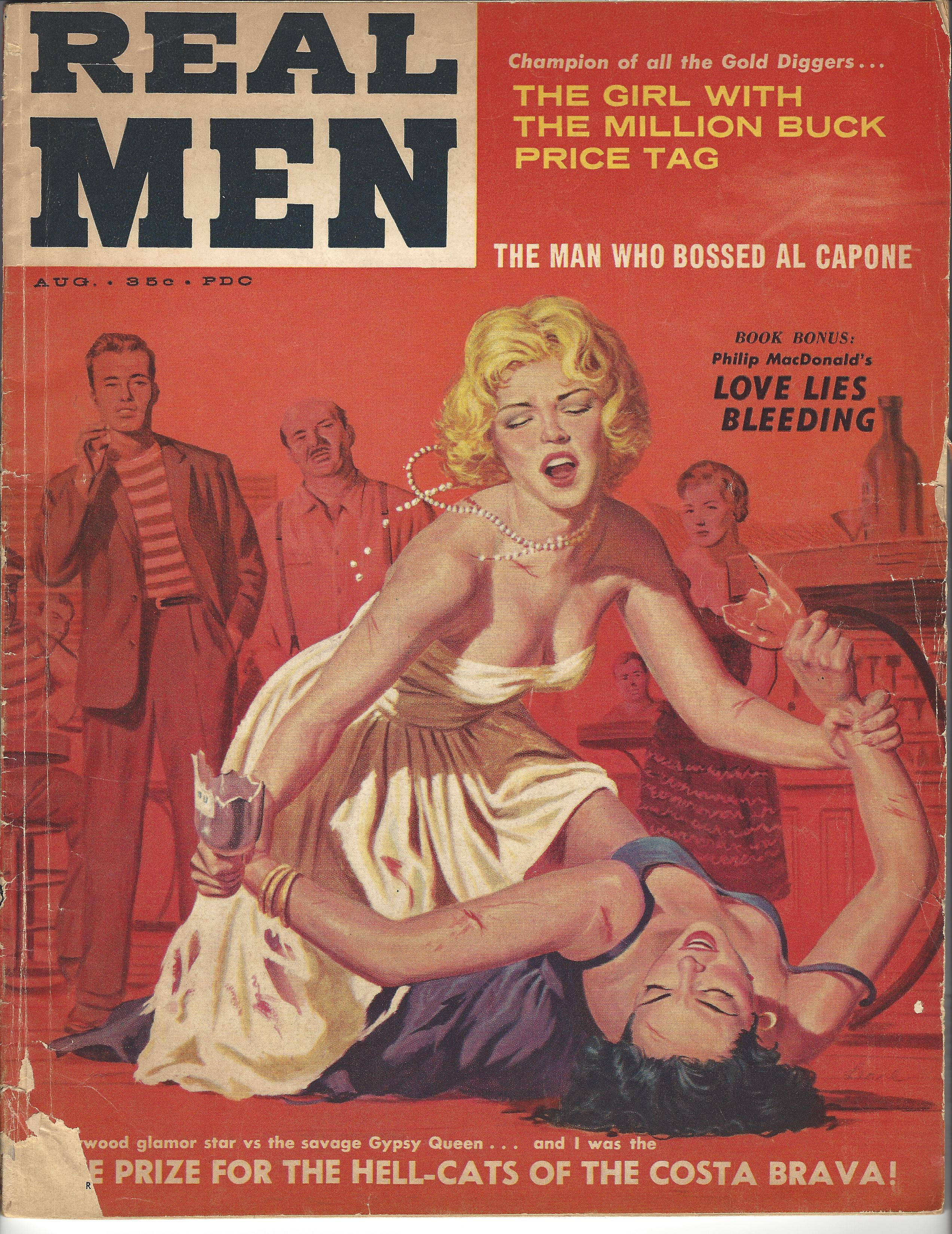
Esempio di catfight

## Implicazioni erotiche
I catfight sono in grado di stimolare l'eccitazione sessuale negli uomini eterosessuali. Le protagoniste ritratte nei catfight sono spesso donne molto attraenti, scapigliate e in parte denudate. In occasione degli incontri di wrestling femminile vengono organizzati match tra lottatrici, in costumi piuttosto succinti, a scopo d'intrattenimento.
Spesso vengono organizzati anche combattimenti tra uomini molto prestanti e donne avvenenti, dove di frequente, nonostante le differenze di altezza e peso, sono queste ultime ad avere la meglio, e non sono infatti infrequenti combattimenti in cui uomini molto possenti sono sconfitti anche pesantemente da donne avvenenti ma molto più basse e di oltre una ventina di chili in meno; questo accade in particolare nei “match” molto lunghi, dove sono quasi sempre le donne a prevalere.